# Borussia Brand
Borussia Brand 08 e. V. ist ein Sportverein aus Aachen-Brand mit den Abteilungen Fußball und Tischtennis. Die Tischtennis-Herrenmannschaft spielte in der Saison 1996/97 in der Bundesliga. In der Fußballabteilung begann der spätere Welt- und Europameister Herbert Wimmer seine Karriere.

## Vereinsgeschichte
Der Verein wurde am 27. September 1908 als Fußballverein unter dem Namen Urania Brand gegründet. 1909 wurde er in Borussia Brand umbenannt. Nach dem Ersten Weltkrieg erweiterte man die Vereinsbezeichnung um Verein für Spiel und Sport mit dem Ziel, sich auch für andere Sportarten zu öffnen. In den 1920er Jahren wurde eine Leichtathletik Abteilung integriert. In den 1930er Jahren folgte eine Handball- und eine Tischtennissparte. In der Saison 1977/78 nahm die Borussia an der ersten Runde des DFB-Pokals teil und schied durch ein 2:1 gegen den Itzehoer SV aus. 1980/81 strukturierte sich der Verein um, die einzelnen Abteilungen wurden selbstständiger.

## Tischtennis
Die Tischtennisabteilung entstand 1934, als sich der 1932 gegründete Tischtennisclub Blau-Weiß Brand dem Verein anschloss. 1989 erreichte die Herrenmannschaft die Oberliga, 1992 die 2. Bundesliga Nord. Hier wurde sie in der Saison 1995/96 Zweiter. Da der Tabellenerste TTC Burtelt Altena auf den Aufstieg verzichtete, rückte Brand als Aufsteiger nach. Zum Aufstiegsteam gehörten Pascal Closquin (Belgien), Rainer Felder, Dirk Höller, Colum Slevin (Irland), Piotr Szafranek (Polen), Marc Wauthier und Karsten Willhöft. Für die 1. Bundesliga wurden die Neuzugänge Marek Cihak (CSSR), Michael Görsch (RW Porz) und Ondrej Kunz (GW Hamm) verpflichtet. Allerdings blieb die Mannschaft ohne Sieg und löste sich 1997 auf.